# Zendstation Smilde
Zendstation Smilde foi construída em 1959 na cidade de Smilde, Países Baixos. Tem 303,5 m (996 pés) e é atualmente a 40.ª torre mais alta do mundo.